# Lincoln Center

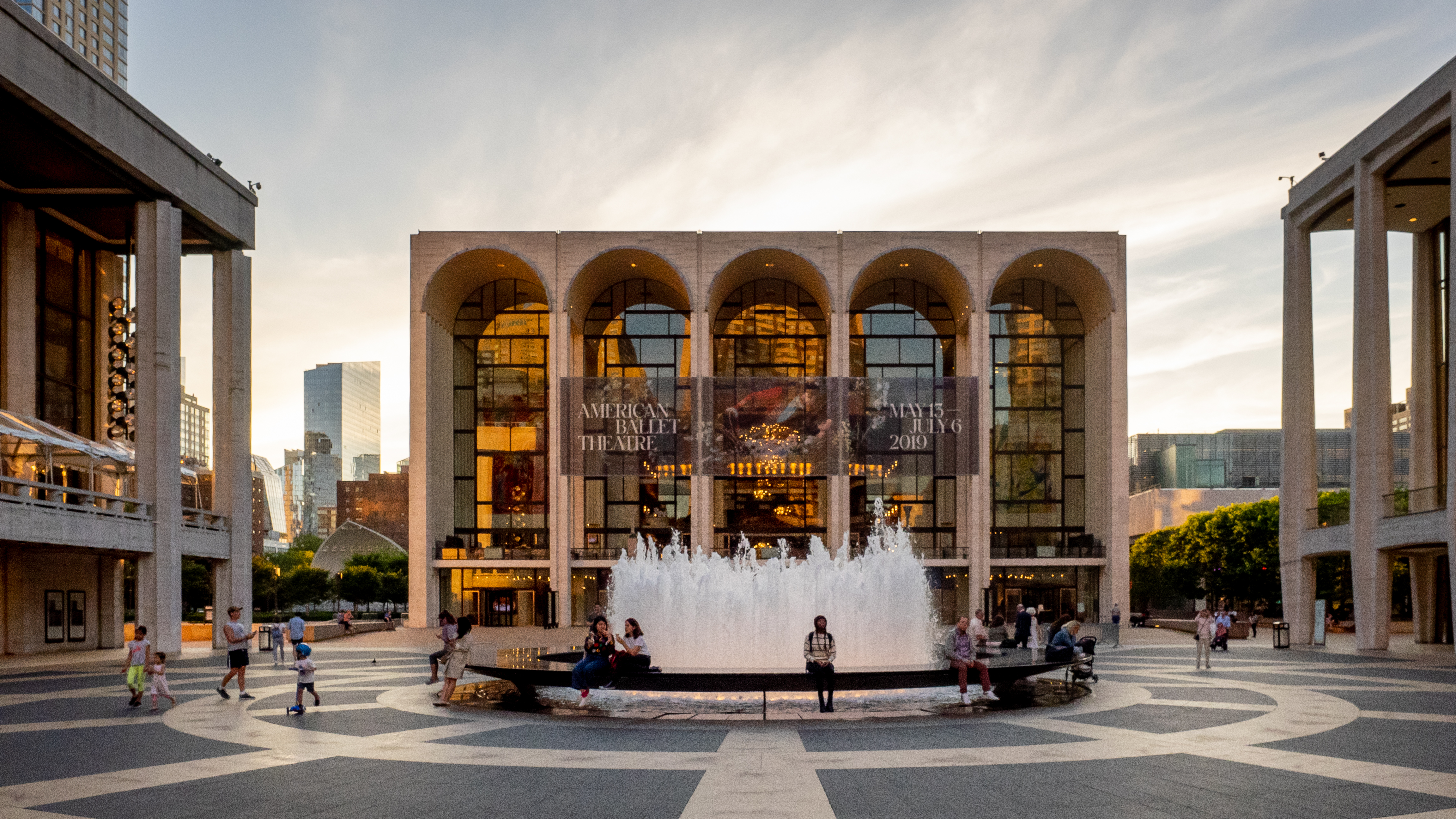
Het David H. Koch Theatre (links), The Metropolitan Opera House (midden) en David Geffen Hall (rechts) en de Revson Fountain ervoor

Het Lincoln Center for the Performing Arts is een 61.000 m² groot complex van gebouwen in New York. Het is een groot cultureel centrum, en biedt plaats aan verscheidene instellingen. Het centrum werd gebouwd tijdens Robert Moses' stadsvernieuwing in de jaren 60 van de twintigste eeuw. Het was de eerste samenvoeging van grote culturele instituten op één locatie in een stad in de VS. Lincoln Center maakt ook gebruik van faciliteiten die niet op de hoofdlocatie aanwezig zijn.

## Vaste instellingen in het Centrum
Het Lincoln Center biedt plaats aan verschillende instellingen en instituten waaronder:
- The Chamber Music Society of Lincoln Center
- The Film Society of Lincoln Center (sponsor van het New York Film Festival)
- Jazz at Lincoln Center
- The Juilliard School
- Lincoln Center for the Performing Arts, Inc., ook "Lincoln Center Presents" genoemd
- Lincoln Center Theater
- Metropolitan Opera
- New York City Ballet
- New York City Opera
- New York Philharmonic
- The New York Public Library for the Performing Arts, een afdeling van de New York Public Library
- School of American Ballet